# Piridoksal
Piridoksal je jedna od tri prirodne forme vitamina B6, pored piridoksamina i piridoksina (koji se takođe naziva „piridoksol“). Sve ove forme se konvertuju u ljudskom telu u jednu biološki aktivnu formu, piridoksal 5-fosfat. Sve tri forme vitamina B6 su heterociklična organska jedinjenja. Zelene biljke su prirodni izvor piridoksala. Njegov deficit u ljudskom telu može da dovede do ozbiljnih komplikacija kao što je epilepsija i napadi.

## Literatura
1. ↑   уреди
2. ↑  Evan E. Bolton; Yanli Wang; Paul A. Thiessen; Stephen H. Bryant (2008). „Chapter 12 PubChem: Integrated Platform of Small Molecules and Biological Activities”. Annual Reports in Computational Chemistry. 4: 217—241. doi:10.1016/S1574-1400(08)00012-1.
3. ↑  „Vitamin B-6”. Архивирано из оригинала 14. 05. 2011. г.
4. ↑  „Pyridoxal 5'-phosphate-dependent epilepsy”.